# Winnemucca Lake

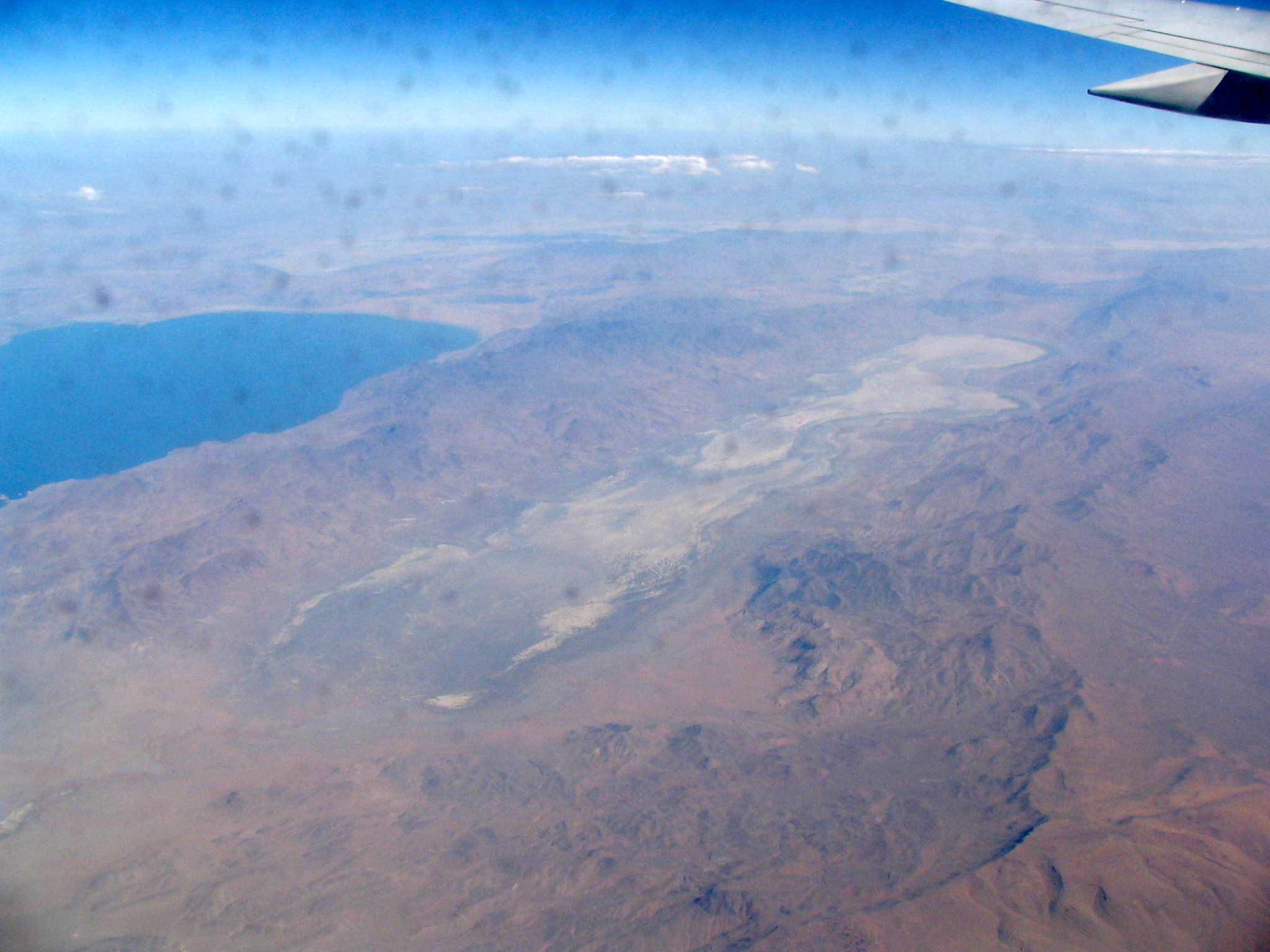
Der ausgetrocknete Winnemucca Lake in der Bildmitte, am linken Bildrand jenseits der Lake Range der Pyramid Lake

Der Winnemucca Lake ist ein heute ausgetrockneter See im US-Bundesstaat Nevada auf der Grenze zwischen Washoe County und Pershing County. Er war ein Überrest des prähistorischen Lake Lahontan und verlor Anfang des 20. Jahrhunderts durch Wasserbaumaßnahmen am Truckee River seinen Zufluss. Seit den 1930er Jahren sammelt er nur noch zeitweise nach Regenfällen Wasser.
Das Seebecken ist etwa 45 km lang und an der breitesten Stelle rund 7 km breit. Auf dem Westrand des Sees verläuft die Nevada State Route 447, die Fernley mit Gerlach verbindet.
Der See ist benannt nach dem Paiute-Häuptling Old Winnemucca (* ca. 1820, † 1882). Am See wurden die ältesten bekannten Petroglyphen auf dem amerikanischen Kontinent gefunden. Sie werden auf ein Alter zwischen 11.300 und 10.500 cal. Before Present datiert.

## Hydrologie
Der Winnemucca Lake liegt auf 1150 m über dem Meer in einer abflusslosen Senke, die zur Basin and Range Province gehört. Am Ende der letzten Eiszeit entstand auf der Ostseite der Sierra Nevada der Lake Lahontan, der sich durch weitere klimatische Veränderungen und fallenden Wasserspiegel zunächst in mehrere kleinere Endseen in den einzelnen Becken aufteilte. Ein solcher Endsee ist der heutige Pyramid Lake, der damals eine wesentlich größere Fläche bedeckte. Er bestand aus zwei V-förmig zusammenhängenden Becken, zwischen denen die Lake Range von Norden als Halbinsel hereinragte. Im Zuge des weiteren Absinkens des Wasserspiegels teilten sich die beiden Becken in zwei Seen, im Westen der Pyramid Lake und im Osten der Winnemucca Lake. Beide bezogen ihren Zulauf aus dem Truckee River.
1905 wurde der Derby Dam am Truckee River als erstes Projekt des 1902 gegründeten Bureau of Reclamation fertiggestellt. Dadurch wurde Wasser des Flusses zur Bewässerung landwirtschaftlicher Flächen abgezweigt, der Zufluss zum Pyramid Lake erreichte nicht mehr die nötige Höhe um über eine Schwelle in den Winnemucca Lake überzulaufen, so dass nur noch der Pyramid Lake einen Zufluss hat. Der Winnemucca Lake trocknete bis in die 1930er Jahre völlig aus und führt heute nur noch kurz nach Regenfällen eine geringe Wassermenge. Beim Ausbau der Nevada State Route 447 wurde ein Damm aufgeschüttet, der den Zulauf weiter begrenzt.

## Geschichte
Die Region um den Winnemucca Lake wurde ursprünglich von einer band der Paiute bewohnt. Sie nutzten die am See in großen Mengen vorkommenden Teichbinsen, die von ihnen tule genannt wurden, für alle Arten Flechtwerk. Sie stellten daraus Körbe, Matten und auch Bekleidung her.
1865 fand am von den Weißen damals Mud Lake genannten Winnemucca Lake ein Gefecht im Rahmen des Snake War statt. Nachdem alle regulären Armee-Einheiten durch den gerade zu Ende gehenden Sezessionskrieg im Osten der Vereinigten Staaten gebunden waren, hatten sich im Westen Milizen gebildet, die in der Regel schlecht ausgebildet und wenig diszipliniert waren. Am 14. März 1865 verfolgten 29 Freiwillige der 1st Battalion Nevada Volunteer Cavalry eine Gruppe Paiute-Indianer, denen Viehdiebstahl vorgeworfen wurde. Sie erreichten die Gruppe in unmittelbarer Nähe des Sees und ein Gefecht entstand, bei dem etwa 30 Indianer getötet wurden und laut zeitgenössischen Berichten nur einer entkam. Unklar ist, ob es sich bei den Indianern überwiegend um junge Krieger handelte oder ob eine umherziehende Stammesgruppe mit Alten, Frauen und Kindern getötet wurde. Die Zahl der Frauen schwankt je nach Angabe zwischen 2 und 18. Unter den Opfern war auch ein Sohn des Häuptlings Winnemucca und Bruder der Indianerrechtlerin Sarah Winnemucca.

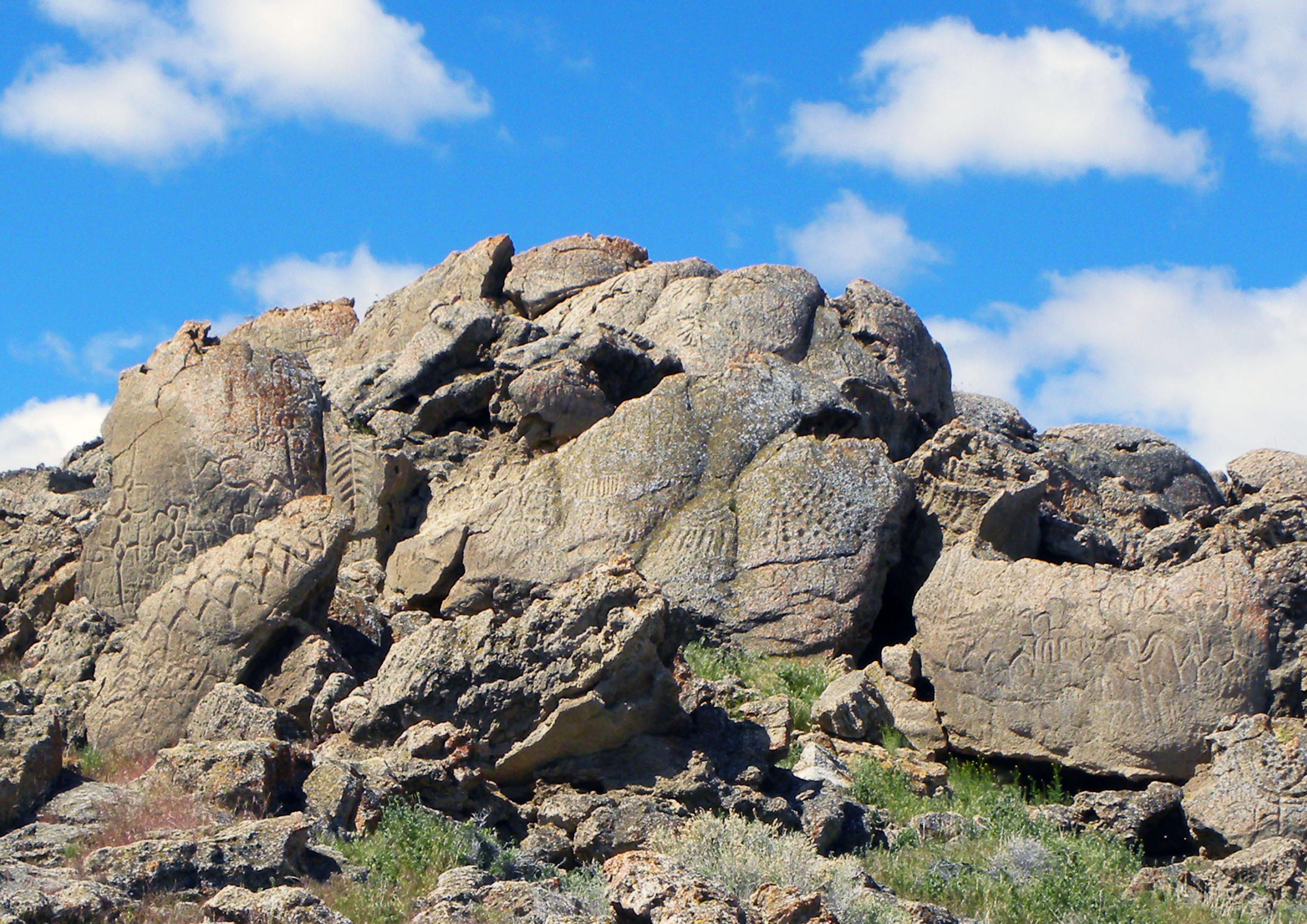
Petroglyph Fundort 26 Wa 3329 im ehemaligen Bett des Winnemucca Lake

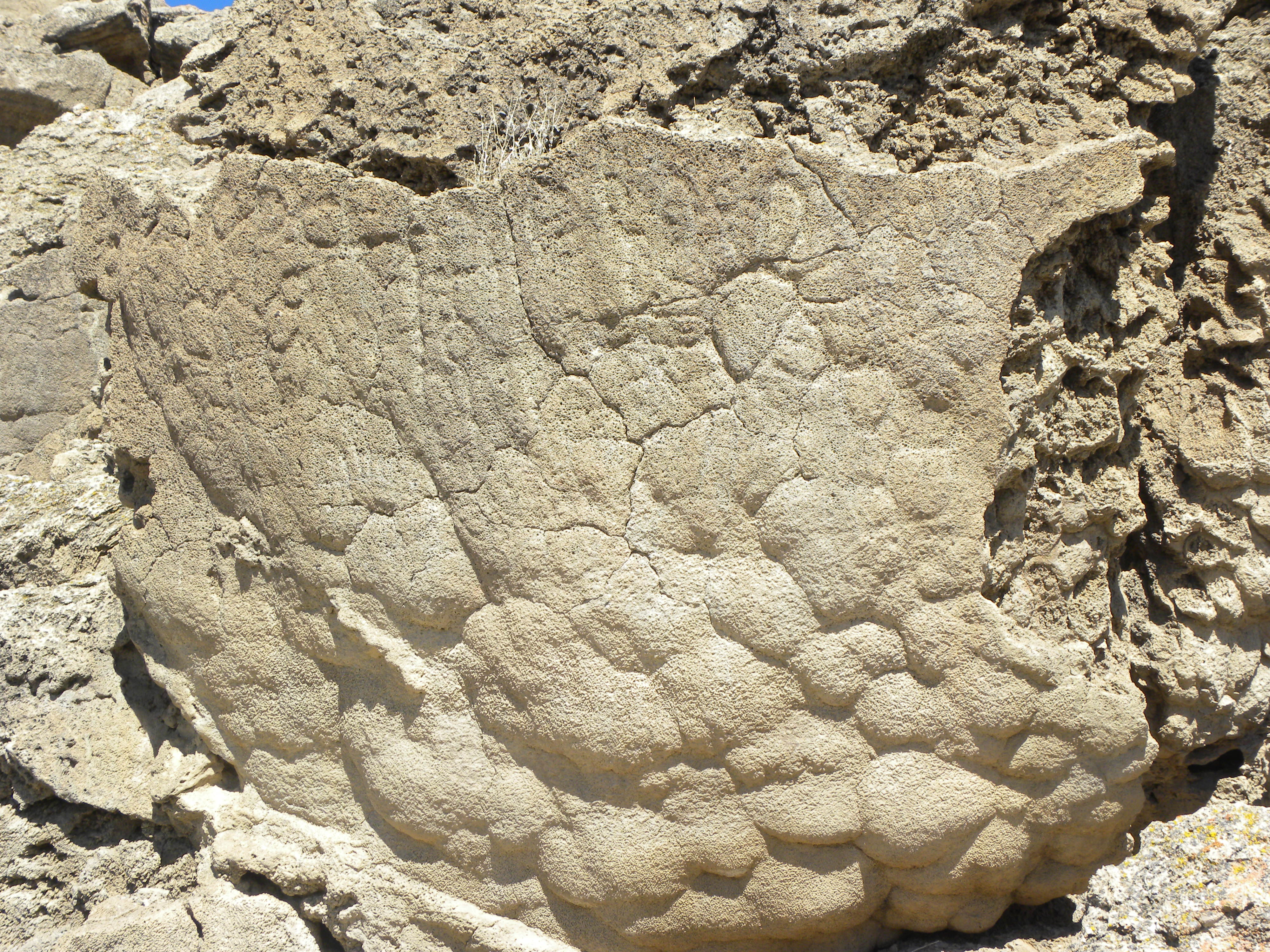
Details der Petroglyphen – die Ritzungen können datiert werden, weil sie teilweise mit Tuffschichten bedeckt wurden

## Petroglyphen
Am Ende der letzten Eiszeit schwankte der Wasserspiegel des Lake Lahontan über einen längeren Zeitraum erheblich. Verantwortlich war die Klimaveränderung und die darauf folgende Gletscherschmelze in der Sierra Nevada. Das Gebiet des Winnemucca Lake war damals bereits besiedelt, die Bewohner hinterließen großflächige als Petroglyphen bezeichnete Steinritzungen.
Durch das stark schwankende Klima fiel in Zeiten der Trockenheit Kalktuff aus. Einige Petroglyphen wurden in einer trockenen Phase nur knapp oberhalb des Wasserspiegels geritzt. Bei steigendem Wasserstand bedeckte das Wasser sie wieder und in der nächsten Trockenphase lagerte sich eine Tuffschicht auf den Ritzungen ab. Diese können datiert werden und durch die Abfolge aus Ritzungen unter datierbaren Tuffschichten kann das Alter der Petroglyphen bestimmt werden.
Die Werte von 11.300 bis 10.500 cal. Jahren Before Present liegen im Übergang zwischen der paläoindianischen und der frühen archaischen Periode und sind die ältesten bekannten Petroglyphen in Amerika.